# Енріке Барбоза
Енріке Барбоза (порт. Henrique Barbosa, 5 липня 1984) — бразильський плавець.
Учасник Олімпійських Ігор 2008, 2012 років.
Призер Чемпіонату світу з плавання на короткій воді 2010 року.
Призер Панамериканських ігор 2007 року.
Переможець Південнамериканських ігор 2014 року.